# 中山西路站
中山西路站是贵阳轨道交通1号线的地铁车站，位于中华人民共和国贵州省贵阳市云岩区与南明区交界人民大道与中山西路交叉口，于2018年12月1日开通。

## 车站结构
中山西路站沿人民大道呈南北向设置，为地下二层岛式站台车站，车站长189.85米，车站地下一层为站厅层，地下二层为站台层。
| 地面              | 出入口 | A、B、C、D、E、F出入口                                                                                        |
| 地下一层          | 站厅   | 客服中心、自动售票机、验票机                                                                                  |
| 地下二层          | 站台   | \| \| \| █ 1号线往窦官（喷水池） \| \| 島式 · 開左邊车门 \| \| \| \| \| \| █ 1号线往小孟工业园（河滨公园） \| |
|                   |        | █ 1号线往窦官（喷水池）                                                                                       |
| 島式 · 開左邊车门 |        | |
|                   |        | █ 1号线往小孟工业园（河滨公园）                                                                               |

## 车站出口
中山西路站共有6个出入口，各出口及周围设施如下所示：
| 编号                | 出入口信息                                                                     | 照片 | 无障碍设施 |
| ------------------- | ------------------------------------------------------------------------------ | ---- | ---------- |
| A · 出口            | 中山西路，公园西路，恒峰步行街，贵州中医药大学第二附属医院，贵阳市第二十四中学 |      | 不適用     |
| B · 出口            | 中山西路，市府路，贵阳美术馆，贵阳市妇幼保健院                                 |      | 不適用     |
| C · 出口            | 人民大道北段，市府路，都司路，中天广场，市府路小学                             |      | 不適用     |
| D · 出口 · （设有） | 人民大道北段，市府路，法院街，贵阳市中级人民法院，贵阳市第一人民医院           |      |            |
| E · 出口            | 中山西路，中华南路，狮子桥，智诚百货，铜锣湾广场                               |      | 不適用     |
| F · 出口            | 中山西路，中华中路，大十字广场，THE ONE购物中心                                |      | 不適用     |
| 图例： 设有         |                                                                                |      |            |

## 接驳交通

### 公交车
- 市府路口：39路，84路，86路
- 大西门：4路，5路，11路，25路，32路，64路，202路，V8路花果园微循环线

## 车站历史
本站建设时期工程名为中山路站，开通前正式命名为中山西路站，站名来自车站横跨的中山西路。
- 2017年3月5日，车站主体结构封顶[2]。
- 2018年12月1日，车站随1号线全线通车开通[1]。